# Широчин Валерій Павлович
Валерій Павлович Широчин (2 травня 1939, м. Тульчин - 22 листопада 2016, Київ) — український науковець-системотехнік, спеціаліст у галузі моделювання та прогнозування поведінки складних систем, безпеки комп'ютерних систем та обчислювальних середовищ реального часу, інтеграції засобів штучного інтелекту та системної психології, професор, доктор технічних наук (1992), викладач кафедри обчислювальної техніки НТУУ "КПІ ім. Ігоря Сікорського"(1962-2016).

## Життєпис
Народився 2 травня 1939 у м. Тульчин в родині військовослужбовця Павла Миколайовича Широчина та домогосподарки Люциї Йосипівни Широчиної (до шлюбу Сальманович). 1940 року родина переїздить у Київ. 1941 року родина евакуювалася на Урал, у місто Сорочинськ. 1945 року родина переїхала у м. Ворошилов-Уссурійський Приморського краю Росії. 1946 року там пішов до школи. 1948 року родина повернулася у Київ. Протягом 1948-1957 навчався у середній школі №77 (нині Кловський ліцей). Закінчивши 1957 року школу, вступив до Київського політехнічного інституту на електротехнічний факультет, обравши маловідому на той час спеціальність «обчислювальні машини».  
Після закінчення інституту у 1962 році вся його наукова, педагогічна та конструкторська робота упродовж життя була пов'язана з першою в Україні кафедрою обчислювальної техніки КПІ та її керівниками: членом-кореспондентом НАН України, професором Костянтином Самофаловим та академіком АІУ, професором Георгієм Луцьким.
Є одним із засновників першої в Україні кафедри обчислювальної техніки Національного технічного університету України "КПІ" на посаді: з 1962 року - асистента, з 1965 року - старшого викладача, з 1969 року - доцента, а з 1992 року - професора. Підготував і читав профільні курси лекцій для студентів бакалаврату "Комп'ютерна інженерія" спеціальності "Комп'ютерні системи та мережі": "Комп'ютерне моделювання", "Спецпроцесори та спеціалізовані ЕОМ", "Системи реального часу", "Захист інформації в комп'ютерних системах". Керував науково-дослідною лабораторією "Проблем безпеки комп'ютерних систем" та навчальною лабораторією "Комп'ютерного моделювання розподілених обчислень"
Помер у Києві 22 листопада 2016 року.

## Наукова діяльність
З перших років роботи на кафедрі брав активну участь у науково-дослідних роботах та дослідно-конструкторських розробках, тематику яких доцільно розділити на відповідні тимчасові етапи та базові організації впровадження результатів.
1962 – 1966 рр. Київський інститут автоматики. Старший інженер за сумісництвом. Виконано розробки: багатотермінального (багатопультового) устрою введення цифрових даних в ЕОМ "Мінськ-1" для групового контролю знань; віддаленого терміналу-пульта для зв'язку телефоном з ЕОМ "Наірі", причому за допомогою терміналу телефоном були проведені бухгалтерські розрахунки. Але ідея була настільки ранньою (1965 рік), що заявку на авторське свідоцтво було відхилено у зв'язку з "практичною марністю" введення даних в ЕОМ по телефону. Дослідження проводилися в тісній співпраці з талановитим математиком, надалі доктором технічних наук, професором Валерієм Куликом.
1967 – 1971 рр. Інститут електрозварювання ім. Є.О.Патона. Виконано дослідження та розроблено низку систем програмного управління високовольтними електроннопроменевими установками для мікрозварювання та мікрообробки тонких плівок. Дослідна експлуатація показала перспективи їх використання у мікроелектроніці та космічних дослідженнях. Дослідні розробки проводилися під безпосереднім керівництвом академіка Бориса Патона, у співпраці з видатними вченими та конструкторами професором Феліксом Киселевським і кандидатом фізико-математичних наук Георгієм Криштабом, який трагічно загинув 1968 року.
1972 – 1980 рр. Київський НДІ гідроприладів та КБ "Шторм". Виконано детальні теоретичні та практичні дослідження в галузі цифрових систем моделювання та прогнозування гідроакустичної обстановки. Дослідна експлуатація макетів бортових систем прогнозування в акваторії Чорного моря показала ефективність прийнятих рішень. Ряд розробок виконано у науковій співпраці з талановитим системотехніком доктором технічних наук, професором Юрієм Канєвським.
1981 – 1987 рр. Київський НДІ Електроприлад. Проведено теоретичні та експериментальні дослідження питань безпечної синхронізації обчислень та обмінів даними у багатопроцесорних та багатомашинних комплексах реального часу. Отримано низку авторських свідоцтв на актуальні рішення в галузі авіаприладобудування. Роботи проводилися у співпраці з відомим спеціалістом у галузі мікропроцесорної техніки та літератором професором Олегом Вікторовим.
1988 – 1992 рр. НВО "Молния" м. Москва. Виконано дослідження та розробку оригінальної технології інтеграції великих програмних систем на основі макетного середовища С++ оболонок та створено багатозадачну розподілену операційну систему реального часу (МРОС РВ)  для моделювання посадки аерокосмічних апаратів, яка забезпечила реконфігурацію мережевих ресурсів та процесів в умовах локальних та глобальних відмов. У розробці активну участь брав талановитий дослідник та спеціаліст доцент Геннадій Єлізаренко.
1993 – 1997 рр. Державна служба Технічного захисту інформації та Фонд фундаментальних досліджень України. Науковий керівник з розробки нормативно-правової бази та концепції організації засобів технічного захисту інформації у регіональних та корпоративних комп'ютерних системах та мережах України. Дослідження проводились у тісній співпраці з віце-президентом Академії інформатики України, професором Георгієм Луцьким. У ці роки також науковий керівник розділу науково-дослідної роботи з тематики Державного Фонду Фундаментальних досліджень України у сфері розробки концепції засобів штучного інтелекту майбутніх поколінь контролю стану великих енергетичних об'єктів.
1998 - 2016 р. Інститут кібернетики ім. В.М.Глушкова. Виконано авторську розробку концепції багатокартоїдної функціонально-логічної організації головного мозку людини, як нейробіологічної та системно-психологічної версії організації гіперзв'язкової системи функціонально-орієнтованих процесорів для обробки всіх типів образів, що сприймаються надсвідомістю, свідомістю та підсвідомістю чоловіків та жінок. Дослідження проводились у творчій співпраці з видатним системотехніком України, професором Зіновієм Рабіновичем та завідуючим відділом біологічної та медичної кібернетики, професором Анатолієм Поповим.

## Основні напрямки наукової діяльності
- дослідження питань теорії проектування та підвищення ефективності спеціалізованих комп'ютерних систем та комплексів у додатках до завдань управління, моделювання та прогнозування
- розробка елементів теорії безпеки програмного забезпечення реального часу
- постановка та вирішення задачі про безпечну синхронізацію обчислювальних процесів у мультипроцесорних відмовостійких системах
- розробка математичного забезпечення та інструментальних засобів імітаційного та семіотичного моделювання, у тому числі на основі тимчасових стохастичних мереж Петрі, для підтримки прийняття рішень у системах планування та організаційного управління,
- дослідження криптографічних алгоритмів, протоколів та програмно-технічних засобів комп'ютерної сертифікації та біометричної аутентифікації суб'єктів у глобальних та корпоративних комп'ютерних мережах та системах[2]
- розробка та дослідження метамоделей та архітектури функціонально-орієнтованого процесорного (програмного) забезпечення свідомості, підсвідомості та надсвідомості головного мозку людини як основи для становлення нової дисципліни - системної психології про мотиви та засоби прийняття рішень у системах штучного інтелекту майбутніх поколінь

- роботи по дослідженню і розробці спеціалізованих гібридних обчислювальних пристроїв для рішення систем істотно нелінійних диференціальних рівнянь[2]

## Наукові публікації
Автор понад 190 публікацій, зокрема 5 монографій та книг, а також 7 патентів, понад 80 теоретичних та науково-практичних статей у міжнародних та українських виданнях. Праці в галузі систем управління електроннопроменеві установки, систем прогнозування гідроакустичної обстановки, безпечної синхронізації розподілених обчислень, в тому числі, для мережевих операційних середовищ реального часу з реконфігурацією та відновленням, методів та засобів технічного захисту інформації в регіональних та корпоративних комп'ютерних системах та мережах, системотехнічна концепція організація головного мозку та процесів мислення, базові метамоделі свідомого та несвідомого у прийнятті рішень, формування довіри та інших емоційних та моральних мотивів у мисленні чоловіків та жінок, спіраль та етапи трансферту свідомого та несвідомого у пізнанні на всіх етапах розвитку та деградації інтелекту чоловіків та жінок.
Автор 6 літературних видань, зокрема, однієї збірки поезій.

## Перелік наукових праць
Монографії, посібники, навчальні видання, дисертації 
- Селиванов В.Л., Широчин В.П. Подготовка и решение задач на АВМ МН-7. (Учебное пособие) КИНХ-КПИ, 1975.
- Широчин В.П. Применение ЦВМ  "Промінь" и "Мир" для цифрового моделирования. (Учебное пособие) КИНХ-КПИ, 1976.
- Широчин В.П. Специализированные ЭВМ. Текст лекций. (Учебное пособие) -К: Изд-во КИНХ-КПИ 1977, - 69 с.
- Широчин В.П., Лизюк В.В., Викторов О.В. "Методические указания по лабораторным работам на мини-ЭВМ М-7000 и СОУ-1" Учебное издание. -К: КПИ, 1982.
- Корнейчук В.И., Сорока В.В., Широчин В.П. и др. "Методические указания по составлению заданий для межсессионного и экзаменационного контроля знаний по дисциплине: "Теория и проектирование цифровых ЭВМ" Учебное издание. -К: КПИ, 1984.
- Широчин В.П., Павловский В.И "Методические указания по изучению дисциплины "Моделирование на ЭВМ" Учебное издание. -К: КПИ, 1985.
- Широчин В.П., Павловский В.И. "Методические указания и контрольные задания по дисциплине "Моделирование на ЭВМ"  Учебное издание. -К: КПИ, 1985.
- Широчин В.П., Коваль С.М., Павловский В.И "Методические указания к выполнению лабораторных работ в дисплейном классе СМ ЭВМ по дисциплине "Моделирование на ЭВМ" Учебное издание. КПИ -К: "Межвузполиграф", 1986.
- Павловский В.И., Киркевич А.Г., Широчин В.П. "Методические указания к изучению дисциплины: "Системное программирование" для слушателей спецфакультета (часть1) Учебное издание. КПИ -К:,"Межвузполиграф", 1986.
- Павловский В.И., Широчин В.П., Прудников О.В. "Методические указания к изучению дисциплины: "Системное программирование" для слушателей спецфакультета". (часть2) Учебное издание. КПИ -К:, "Межвузполиграф", 1987.
- Верлань А.Ф., Широчин В.П. Информатика и ЭВМ. - К: "Техніка", 1987. - 344 с.
- Широчин В.П., Корочкин А.В. "Методические указания к подготовке и выполнению расчетнографических заданий по курсу: "Специализированные ЭВМ"   Учебное издание. КПИ –К: "Межвузполиграф", 1989.
- Широчин В.П., Корочкин А.В. "Методические указания к лабораторному практикуму по дисциплине: "Специализированные ЭВМ" Учебное издание. КПИ -К:, "Межвузполиграф", 1989.
- Широчин В.П. Организация инкрементных, безопасных операционных сред реального времени.  Автореферат диссертации на соискание ученой степени доктора технических наук, КПИ, Киев, 1992, - 35 с.
- Широчин В.П. "Моделювання на ЕОМ". Текст лекцій. (Учбовий посібник)  Видання: КПІ. -К:, "Межвузполіграф", 1993, - 64 с.
- Широчин В.П. Слово об интеллекте. Концептуальные основы системной психологии. - К: "Век", 1999. - 304 с.
- Широчин В.П., Мухин В.Е., Кулик А.В. Вопросы проектирования средств защиты информации в компьютерных системах. - К: "Век", 1999. - 112 с.
- Широчин В.П. Архитектоника мышления и нейроинтеллект. В 2-х книгах: "Архитектоника мышления и нейроинтеллект", "Программирование доверия в эволюции интеллекта"./ Под ред. Ю.С. Ковтанюка. - К: Юниор, 2004. - 560 с.
- Широчин В.П., Широчин С.В., Мухін В.Є. Основи безпеки комп'ютерних систем. - К: "Корнійчук", 2009. - 286 с.

Вибрані статті
- Кулик В.Т., Широчин В.П. "О структуре устройства связи "человек-машина" в системе группового программированного обучения с ЭВМ"(статья). Известия Вузов сер."Радиотехника", т.7 N 5, 1964
- Кулик В.Т., Лукошков В.В., Широчин В.П. и др. Устройство дистанционного ввода цифровых данных в электронную цифровую машину" (статья)   Сб. "Промышленная кибернетика" Вып.2, 1968.
- Киселевский Ф.Н., Широчин В.П., Каневский Ю.С., Селиванов В.Л "К вопросу о преобразовании цифрового - кода в пропорциональный ток" (статья)  Тр. Семинара "Методы математического моделирования и теория электрических цепей", N 1, 1968
- Самофалов К.Г., Киселевский Ф.Н., Широчин В.П. "Система программного управления электронно-лучевыми установками на базе универсального интерполятора" (статья) ж. "Механизация и автоматизация управления" N 5, 1968.
- Широчин В.П. "Использование цифровых интеграторов для управления электронно-лучевыми установками" (тезисы) Тр. Межвузовской научной конференции "Теория цифровых интеграторов и цифровых интегрирующих машин" ТРТИ, Таганрог, 1968.
- Широчин В.П., Слипченко В.Г.,  Киселевский Ф.Н., Рубайло В.В. "Управление накопителем при вводе и преобразовании информации" (статья) Ж. "Энергетика и электрификация" N 3, 1968.
- Крыштаб Г.Е., Ерошенко Р.Л., Киселевский Ф.Н., Широчин В.П. и др. "Высоковольтная электронно-лучевая установка для микросварки и микрообработки с энергией электронов до 200 кэв" (статья) "Информационное письмо" ИЭС АН УССР, 1968.
- Крыштаб Г.Е., Ерошенко Р.Л.,  Киселевский Ф.Н., Широчин В.П. "Высоковольтная электронно-лучевая установка для микрообработки с универсальной системой программного управления". (статья). Тр. семинара "Физико-технологические вопросы кибернетики" ИК АН УССР, 1968.
- Широчин В.П., Слипченко В.Г., Киселевский Ф.Н. "Быстродействующий накопитель на ферритовых сердечниках системы программно го управления электронно-лучевыми установками" (статья)  Ж. "Энергетика и электрификация" N 2, 1968.
- Селиванов В.Л., Киселевский  Ф.Н., Широчин В.П., Каневский Ю.С "Методы коррекции при цифро-аналоговом преобразовании для управления электронно-лучевыми установками" (статья)  Тр. семинара "Аналого-цифровые преобразователи". ИК АН УССР, N 2. 1968.
- Широчин В.П., Слипченко В.Г.,  Рубайло В.В., Безносенко Д.А. "Устройство для автономной отладки и управления накопителем специализированной системы управления" (статья) Ж. "Энергетика и электрификация" N 4, 1968.
- Киселевский Ф.Н., Широчин В.П., Симоненко В.П., Маньковский В.И. "Моделирование универсального интерполятора на ЭЦВМ "Мир" (статья) Вестник Киевского политехнического института, сер. "Автоматика и электроприборостроение", Вып.6, 1969.
- Селиванов В.Л., Киселевский Ф.Н., Широчин В.П. "О структурах выходных устройств систем программного управления электронно-лучевыми установками" (статья) Сб. "Автоматизация проектирования и электроника", -К: "Техніка", 1970.
- Киселевский Ф.Н., Широчин В.П. "Классификация средств программного управления электронно-лучевыми установками" (статья) Вестник Киевского политехнического института, сер."Автоматика и электроприборостроение", Вып. 7, 1970.
- Широчин В.П., Селиванов В.Л., Антонов А.И. "К автоматизации процесса электроннолучевой плавки металлов (статья)   Сб. "Вопросы физики формообразований и фазовых превращений" Вып.2. 1971.
- Широчин В.П., Киселевский. Ф.Н. "Некоторые вопросы анализа структур систем программного управления электроннолучевыми установками" (статья) Вестник Киевского политехнического института ,сер. "Автоматика и электроприборостроение", Вып. 9, 1972.
- Попович Н.Д., Широчин В.П., Дубровина Л.Н "Синтез модели быстродействующей САР нагрузки с вынесенной передней частью" ( статья) Вестник Киевского политехнического института ,сер. "Горная электромеханика и автоматика", Вып.3, 1972.
- Киселевский Ф.Н., Широчин В.П., Садовенко В.В "Система программного управления электронно-лучевой по фрагментной обработкой с самонастройкой статической характеристики" (статья) Сб. "Адаптивные системы автоматического управления". -К: Техніка Вып.2 ,1972. 0.45 п.л
- Широчин В.П., Третьяк А.Л. Алгоритмы функционального преобразования величин, представленных потоками приращений. // Вест. КПИ, сер. "Автоматика и электроприборостр.". Вып. 10, 1973.
- Самофалов К.Г, Широчин В.П., Третьяк А.Л., Дронкин В.В. "Специализированный процессор для оперативной обработки информации" (тезисы)  Тр. Конференции "Разработка и применение вычислительной техники на микроэлектронной  базе" Северодонецк. 1973.
- Каневский Ю.С., Широчин В.П., Мудрак Ю.Н. "Телевизионный датчик для ввода геометрической информации в ЦВМ" (тезисы)  Тр. Конференции "Разработка и применение вычислительной техники на микроэлектронной базе". Северодонецк. 1973.
- Киселевский Ф.Н., Широчин В.П., Безносенко Д.А. "Принципы построения систем программного управления электронно-лучевыми установками" (статья) Сб. "Автоматизация сборочных и сварочных  процессов в машиностроении" -М: "Наука", 1974.
- Широчин В.П., Третьяк А.Л. "Об эффективности специализированной ЭВМ для решения одного класса задач" (статья)  Вестник Киевского политехнического института, сер. "Автоматика и электроприборостроение", Вып.11, 1974.
- Широчин В.П, Вецев Н.Г., Третьяк А.Л. "Организация памяти специализированной интегрирующей машины" (статья) Вестник Киевского политехнического института, сер. "Автоматика и электроприборостроение", Вып.12, 1975.
- Широчин В.П., Вецев Н.Г. "Эффективность гибридных вычислительных машин и систем" (на болгарском языке) (статья)  Сб. "Промышлената электроника и механичното уредостроена служба на производство" Габрово, НР Болгария, 1975.
- Бузовский О.В., Чебаненко Т.М., Широчин В.П. "Скобочная минимизация логических функций" (статья) Сб. "Оптимизация конструкторских и технологических решений в оптической и микроэлектронной ВТ" -К: ДНТП, 1975.
- Широчин В.П., Третьяк А.Л., Каневский Ю.С., Вецев Н.Г. "Многоканальная обработка информации на специализированной интегрирующей машине" (статья) Вестник Киевского политехнического института, сер. "Автоматика и электроприборостроение", Вып.13, 1976.
- Самофалов К.Г., Широчин В.П., Третьяк А.Л. и др. "Специализированная интегрирующая машина с автоматическим варьированием исходных данных". // Механизация и автоматизация в управлении. №3, 1976.
- Самофалов К.Г., Широчин В.П., Вецев Н.Г., Завадский В.А. "Сегнетополупроводниковые интегральные узлы аналого-цифровых вычислительных устройств" (статья) Сб. "Гибридные вычислительные машины и комплексы". -К: "Наукова думка", 1976.
- Широчин В.П., Вецев Н.Г., Завадский В.А. "Однородные интегрирующие среды с настраиваемой структурой" (статья) Сб. "Однородные вычислительные среды со структурой "диэлектрик-полупроводник", К: РДЭНТП, 1976.
- Широчин В.П., Третьяк А.Л., Каневский Ю.С., Наприенко Г.Н. "Система моделирования для исследования процесса решения гидроакустических задач" (статья) Вестник Киевского политехнического института, сер. "Автоматика и электроприборостроение", Вып.14, 1977.
- Широчин В.П., Каневский Ю.С., Третьяк А.Л. "О некоторых особенностях расчета лучевых картин на ЭВМ" (статья) Вестник Киевского политехнического института, сер. "Акустика и звукотехника", Вып.2, 1978.,
- Широчин В.П., Эль-Момми А. "Специализированное устройство отображения символов арабского языка" (статья) Вестник Киевского политехнического института, сер. "Автоматика и электроприборостроение", Вып.16, 1979.
- Широчин В.П. "Методические указания и контрольные задания по курсу: "Специализированные ЭВМ" Учебное издание. КИНХ-КПИ, 1979.
- Хижинский Б.П., Широчин В.П., Каневский Ю.С. "Вопросы построения ЦИМ для решения обыкновенных дифференциальных уравнений" (статья) Вестник Киевского политехнического института, сер. "Автоматика и электроприборостроение", Вып.17, 1980.
- Широчин В.П., Тартаковский Э.И. "Имитатор канала электронной вычислительной машины" (статья)  Вестник Киевского политехнического института, сер. "Автоматика и электроприборостроение", Вып.18, 1981.
- Тарасенко В.П., Торошанко Я.И., Широчин В.П. и др. "Микропроцессорная система для автоматизированных исследований каналов связи" (статья) Сб. "Применение микропроцессоров в управлении механизмами и процессами", N 11, (133), Деп. N 3582-Д82, 1982.
- Широчин В.П., Лизюк В.В. "Организация вычислений в линейных мультимодульных специализированных ЭВМ" (статья) Вестник Киевского политехнического института, сер. "Автоматика и электроприборостроение", Вып.20, 1983.
- Широчин В.П., Лизюк В.В., Тартаковский Э.И. "Устройство ввода управляющей информации в микропроцессорную систему" (статья) Депонирована в УкрНИИНТИ, N2 (148), N1060 Ук-Д83, б/о 891, 1984.
- Широчин В.П., Грездов А.В. "Интерполирование при помощи двухдефектных функций отсчетов" (статья) Вестник Киевского политехнического института, сер. "Автоматика и электроприборостроение", Вып.21, 1984.
- Широчин В.П., Эль-Момми А. "Некоторые вопросы организации диалогового взаимодействия на арабском языке в процессе обучения" (статья) Вестник Киевского политехнического института, сер. "Учебно-методическая", Вып.8, 1984.
- Широчин В.П., Марковский А.П., Эль-Момми А. "Вопросы построения многоязыковой диалоговой системы программированного обучения" (статья) Депонир.в УкрНИИНТИ, N1 (147), N980  Ук-Д84, б/о 929, 1984.
- Широчин В.П., Тартаковский Э.И., Латаш Г.Ю. "Оценка надежности микропроцессорного модуля отказоустойчивой системы"   (статья) Депонир. в УкрНИИНТИ, -К: N 210 Ук-Д85, 1985.
- Широчин В.П., Тартаковский Э.И. "Принцип голосования в отказоустойчивых мультипроцессорных системах" (статья) Депонир. УкрНИИНТИ, -К: N 549 Ук-Д85, 1985.,  0.8 п.л.
- Широчин В.П., Латаш Г.Ю., Тартаковский Э.И. "Организация интерфейса отказоустойчивой микропроцессорной системы" (статья)  Депонир. УкрНИИНТИ, -К: N 741 Ук-Д85, 1985.
- Широчин В.П., Латаш Г.Ю., Тартаковский Э.И. "Анализ надежности микропроцессорного модуля отказоустойчивой системы" (статья)  Вестник Киевского политехнического института ,сер. "Автоматика и электроприборостроение", Вып.23, 1986.
- Широчин В.П., Латаш Г.Ю., Тартаковский Э.И. "Эффективная организация блочных пересылок в мультипроцессорных системах" (статья)  Вестник Киевского политехнического института, сер. "Автоматика и электроприборостроение", Вып.24, 1987.
- Самофалов К.Г., Широчин В.П., Манжело В.А. "Моделирование процессов распределения заданий в системе учета потребления электроэнергии" (тезисы) Тр. Всесоюзной конференции: "Моделирование-88", Кишенев, 1988.
- Широчин В.П., Павлишин Н.М., Щуров А.Н. "Об оптимизации структуры автоматизированной системы контроля и диагностики цифровых устройств" (статья)  Вестник Киевского политехнического института, сер. "Автоматика и электроприборостроение", Вып.25, 1988.
- Широчин В.П., Абрамов Ю.В. "Метод анализа динамических процессов в системах автоматизации научных исследований" (статья) Вестник Киевского политехнического института, сер. "Автоматика и электроприборостроение", Вып.26, 1989.
- Широчин В.П., Обейдат А.С., Кузьменко Н.Г., Сунчелей И.Р. "Экспертная система планирования действий на основе стохастических сетей Петри" (статья) Вестник Киевского политехнического института, сер. "Автоматика и электроприборостроение", Вып. 28, 1991.
- Самофалов К.Г., Широчин В.П., Обейдат А.С. "Моделирующая система для принятия решений в задачах мониторинга энергосбережения" (статья)  Ж. "Электронное моделирование", N 2, 1991.
- Широчин В.П., Толок А.С., Тартаковский Э.И., Совко В.П. "Специализированный процессор линейно круговой интерполяции" (статья) Вестник Киевского политехнического института, сер. "Автоматика и электроприборостроение", Вып.28, 1991.
- Широчин В.П., Толок А.С., Прудников О.В. "Технология построения интегрированных САПР с использованием методов искусственного интеллекта" (статья) Вестник Киевского политехнического института, сер. "Автоматика и электроприборостроение", Вып.28, 1991.
- Широчин В.П., Толок А.С., Коваленко С.В. "Программно-аппаратное обеспечение удаленной связи ПЭВМ с нестандартными коммуникационными портами" (тезисы) Тр.7-го Симпозиума "Проблемы создания преобразователей форм информации", ИК АНУ, Киев, КДЭНТП, 1992.
- Широчин В.П., Павлишин Н.М., Годлевская Л.А. "Организация измерительного интерфейса безопасных приборных систем" (тезисы)  Тр. 7-го Симпозиума "Проблемы создания преобразователей форм информации", ИК АНУ, Киев, КДЭНТП, 1992.
- Широчин В.П., Коцюба Е.Н., Кузьменко Н.Г., Толок А.С. "Архитектура автоматизированной системы контроля и диагностики многопараметрических энергетических объектов" (тезисы) Труды IV Национального семинара с международным участием "Метрология'93", г.Созопол, Болгария, Технический университет, София, 1993.
- Широчин В.П., Толок А.С., Коцюба Е.Н. "Организация базы данных на основе позиционных множеств для представления самоопределяющейся метрологической информации" (тезисы) Труды IV Национального семинара с международным участием "Метрология'93", г.Созопол, Болгария, Технический университет, София, 1993.
- Широчин В.П., Коцюба Є.Н. та інші. "Розробка концепції i архитектури локальної обчислювальної мережі для обробки агротехнічної інформації" (Отчет по НИР) Депонир. УкрЦНТИ, No госрегистрации  0193UO22969, Киев, 1993.
- Широчин В.П., Толок А.С. Кузьменко Н.Г. и др. "Разработка концепции и оценка технических характеристик специализированного контроллера для предварительной обработки информации" (Отчет по НИР) Депонир. УкрЦНТИ, No госрегистрации 0193UO22968, Киев, 1993.
- Широчин В.П., Кузьменко Н.Г., Толок А.С., Мухин В.Е. "Исследование и сра внительный анализ эффективности цифровых процессоров обработки сигналов" (Отчет по НИР) Депонир. УкрЦНТИ, No госрегистрации 0194UO19687, Киев, 1994.
- Широчин В.П., Коцюба Е.Н., Кириленко А.В., Мухин В.Е. "Перспективные архитектуры процессоров цифровой обработки сигналов для систем контроля и диагностики энергообъектов" (тезисы)  Тр. Международного семинара "Кибернетика электрических систем", Новочеркасск, НЧПСИ, 1994.
- Широчин В.П., МоскальковА.М., Обейдат А.С. "Оценка производительности вычислительных систем на основе стохастических сетей Петри"  (статья)  ж. "Электронное моделирование", N 4, 1994
- Широчин В.П., Толок А.С. Об алгоритмах вывода на основе В-аксиом. // Электронное моделирование., №4, 1994.
- Широчин В.П., Мухін В.Є., Кузьменко Н.Г., Толок А.С. "Інформаційне забезпечення комп'ютерних засобів контролю та діагностики потужних енергооб'єктів на основі систем штучного інтелекту майбутніх поколінь".  Депон. в УкрІНТЕІ, No держреєстрації  0194UO38690, 1994.
- Широчин В.П., Мухин В.Е. "Проектирование безопасных протоколов аутентификации с элементами защиты информации" (тезисы) Тр. Международной конференции "Автоматизация проектирования дискретных систем", Минск, 1995.
- Широчин В.П., Мухин В.Е. "Метод сдвига ASCII кода в задачах аутентификации субъектов в локальных вычислительных сетях" (тезисы)  Тр. Международной конференции "Автоматизация проектирования дискретных систем", Минск, 1995.
- Широчин В.П., Кириленко А.В., Коцюба Е.Н., Мухин В.Е. "Механизмы защиты информации и сертификация защищенности вычислительных сетей" (тезисы)  Труды VI Национального семинара с международным участием "Метрология'95", г.Созопол, Болгария, Технический университет, София, 1995.
- Широчин В.П., Широчин С.В., Мухин В.Е. "Угрозы безопасности для управляющих систем и компьютерных сетей" (тезисы) Труды VI Национального семинара с международным участием "Метрология'95",  г.Созопол,  Болгария, Технический университет, София, 1995.
- Широчин В.П., Коцюба Е.Н., Мухин В.Е. "Моделирование как метод доказательства в задачах сертификации средств защиты информации в автоматизированных системах электроэнергетики" (тезисы)  Тр. Международной  конференции "Информационные системы в энергетике", Технический университет "Львовская политехника", 1995.
- Широчин В.П., Мухин В.Е. "Модель вскрытия защиты информации в компьютерных сетях" (статья) Депонир. в ГНТБУ, -К:  N 1150, Ук-95, 1995.
- Широчин В.П., Широчин С.В., Мухин В.Е. "Мультипликативная модель безопасности функционирования программного обеспечения" (статья) Депонирована в ГНТБ Украины, N 1151, Ук-95, 1995.
- Широчин В.П., Мухин В.Е. "Язык описания процедуры аутентификации в региональных компьютерных сетях" (статья) Депонир. в ГНТБУ,-К: N 297 , Ук-96, 1996.
- Широчин В.П., Мухин В.Е., Коцюба Е.Н. "Инструментальная среда моделирования для решения задач контроля, диагностики и диспетчеризации управления в энергетике" (тезисы) Праці 3-ої Української конференції з автоматичного керування "Автоматика-96", Севастополь, СевДТУ,1996.
- Широчин В.П., Мухин В.Е., Великий В.В. "Безопасность подсистемы управления в распределенных вычислительных сетях" (тезисы)  Праці 3-ої Української конференції з автоматичного керування "Автоматика-96",Севастополь, СевДТУ, 1996., 0.25 п.л.
- Широчин В.П., Чвыров Д.А., Горожин А.Д., Головня Ю.Л. "Многозадачная распределенная операционная система реального времени"  (статья)  Депонир. в ГНТБУ,-К: N 2231 , Ук-96, 1996.
- Широчин В.П., Чвыров Д.А., Горожин А.Д. "Динамическая реконфигурация распределенных приложений"  (статья)  Депонир. в ГНТБУ,-К: N 2232 , Ук-96, 1996.
- Чвыров Д.А., Широчин В.П., Горожин А.Д. "Высокоуровневая отказоустойчивость в распределенных программах" (статья) Депонир. в ГНТБУ,-К: N 2233 , Ук-96, 1996.
- Чвыров Д.А., Широчин В.П., Горожин А.Д. "Глобальная координация контрольных точек и точек восстановления в распределенной операционной системе" (статья) Депонир. в ГНТБУ,-К: N 2235 , Ук-96, 1996.
- Широчин В.П., Чвыров Д.А., Горожин А.Д. "Способы организации вычислительного процесса при крупно зернистом распараллеливании" (статья) Депонир. в ГНТБУ,-К: N 2234 , Ук-96, 1996.
- Широчин В.П., Чвыров Д.А, Горожин А.Д. "Методы построения приложений в отказоустойчивой распределенной операционной системе" (статья) Депонир. в ГНТБУ, -К: N 2236 , Ук-96,  1996.
- Shyrochin V.P., Kirilenko A.V., Muhin V.E., Kocuba E.N. "The intellectualisation of software for check and diagnostic of the complex power stations based on the semiotical modeling means" Proceeding of the 2nd International scientific and technical conferense on "Unconventional electromechanical and electrotechnical systems", December 1996, Szczecin, Poland (p.607-611)
- Широчин В.П., Косенко Е.К. Общий подход к автоматизации семиотического моделирования. // Сб. Труды 2-ой международной конф. «Автоматизация проектирования дискретных систем». Минск, 1997. с. 134-139.
- Широчин В.П., Мухін В.Є. Методика оцінки ефективності застосування засобів аутетифікації у обчислювальних мережах. // Наукові вісті НТУУ КПІ. N 1, 1998. -с. 64-66.
- Широчин В.П., Мухін В.Є. Мова опису процедур аутентифікації в комп’ютерних мережах.// Наукові вісті НТУУ КПІ. N 3, 1998., с. 58-61.
- Широчин В.П., Кулик А.В., Марченко В.В. Динамическая аутентификация на основе анализа клавиатурного почерка. –К: Вісник НТУУ «КПІ», Інформатика, управління і обчислювальна техніка. №32 1999.  с. 3-16,
- Широчин В.П., Мухин В.Е. Формализация и целевая адаптация средств аутентификации в компьютерных сетях. // Управляющие системы и машины. №5/6, 2000. с. 59 - 65.
- Широчин В.П. Архитектура и функции искусственного сознания. подсознания и надсознания в эмоционально и морально-ориентированных суперкомпьютерах будущих поколений. // Искусственный интеллект. №3"2000, Донецк, 2000. с. 128 - 136.
- Широчин В.П. Бессознательная мотивация и интуитивная логика умозаключений человека в эмоционально и морально-ориентированных системах принятия решений // Искусственный интеллект. №3"2000, Донецк, 2000. с. 137 - 141.
- Shyrochyn V.P., Mukhin V.E., Kulik A.V. Unforeseen Logical Mistakes in Organization of Artificial Intellect and Level Estimation of His Safety // Proc. 2-nd International Conference "Advances in Modern Natural Sciences", Kaluga, Russia, 2000. - pp. 182-183.
- Широчин В.П., Мухин В.Е., Крамар Д.И. Анализ рисков в задачах мониторинга безопасности компьютерных систем и сетей. // Захист інформації. №1 (14), 2003. с. 28 - 33.
- Широчин В.П., Мухин В.Е., Ху Чжен Бин Машина состояний в задачах аутентификации пользователей в компьютерных сетях. // Управляющие системы и машины. №5, 2003. с. 75 - 80.
- Valeriy Shyrochyn, Mykola Karpinskyy, Ihor Vasyltsov, Bogdan Karpinskyj “Information flow model to realize differential fault analysis”. – Budowa i eksploatacja maszyn. Zeszyty naukowe. Nr 17. Seria 6. Akademia Techniczno-humanistyczna w Bielsu-Bialej. Wydawnictwo ATH, 2004. – pp.117-121.
- Valeriy Shyrochyn, Mykola Karpinskyy, Ihor Vasyltsov, Bogdan Karpinskyj “Protocols to control QRG based on Gollmann cascade with linear feedback reconfigurability”. - Budowa i eksploatacja maszyn. Zeszyty naukowe. Nr 17. Seria 6. Akademia Techniczno-humanistyczna w Bielsu-Bialej. Wydawnictwo ATH, 2004. – pp.122-127.
- Valery Shyrochin, Ihor Vasyltsov, Bohdan Karpinskij. Hemming Weight Power Analysis of LFSR-based Stream Ciphers. Proceedings of the VIIIth International Conference: The Experience of Designing and Application of CAD Systems in Microelectronics, CADSM’2005, Lviv-Polyana, February 2005, p. 168 – 171.
- Широчин В.П., Гопанчук С.А. Ранговая модель оценки рисков угроз в информационных системах. // Электронное моделирование. Том 27, №6, 2005. с. 79 - 89.
- Shyrochyn V.P., Mukhin V.E. Arhitectonics of Thinking: The Conception of Human Brain Organization as Multiprocessing System. // Proc. of the 3-rd International Workshop on Artificial Neural Networks and Intelligent Information Processing. ANNIP-2007, Angers, France, INSTICC-Press, Portugal, - 2007. - pp. 21 - 29.
- Широчин В.П., Мухин В.Є., Широчин С.С. Біт-орієнтовані оцінки стійкості криптографічних алгоритмів. // Сучасна спеціальна техніка. №1, 2010. с. 54 - 59.
- Перша в Україні кафедра обчислювальної техніки (1960). // Під ред. проф. Широчина В.П. та проф. Тарасенко В.П. - К: "Корнійчук", 2010. - 110 с.

## Патенти
- Киселевський Ф.Н., Широчин В.П., Симоненко В.П. та ін. "Устройство для программного управления электронно-лучевыми установками". Авторське свідоцтво. № 285352, кл. 42 м. 9/06, 1969.
- Ель-Моммі А., Лизюк В.В., Широчин В.П.  "Устройство обучения" Авторське свідоцтво. № 991447 Бюл. 3, 1983.
- Широчин В.П., Тартаковський Е.І., Латаш Г.Ю. "Мультипроцессорная вычислительная система". Авторське свідоцтво № 1345891 віж 15.06.1987.
- Широчин В.П., Тартаковський Е.І., Згурський А.В., Латаш Г.Ю. "Вычислительная система с прямым доступом к памяти" Авторське свідоцтво № 1389521 від 15.12.1987.
- Широчин В.П., Тартаковський Е.І., Латаш Г.Ю. "Вычислительная система с прямым доступом к памяти". Авторське свідоцтво № 1440235 від 22.07.1988.
- Широчин В.П., Мухін В.Є., Кулик А.В. "Спосіб введення символьної інформації в ЕОМ". Патент №34220 А, Кл. 6 G06F 3/02. Держ. департ. інт. власн. України, Бюл. №1, 2001.
- Широчин В.П., Мухін В.Є., Кулик А.В. "Пристрій для введення символьної інформації в ЕОМ". Патент №34305 А, Кл. 6 G06F 3/02. Держ. департ. інт. власн. України, Бюл. №1, 2001.

## Художні твори
- В. Широчин "ZodiaC+, О вере, страданиях и любви" (стихи). - К: Диасофт, 1993. - 64 с.
- "Баллада о Солнце", Поезія Валерія Широчина. / "Трибуна" № 8, 1993. с.33
- "Баллада о былом", Поезія Валерія Широчина. / "Трибуна" № 9, 1993. с.34
- В. Широчин. Избранное. Альманах "Щирого серця слова. З політехнічного Парнасу", Поезії. - К: Гнозіс. 1998. 287 - 293 с.

## Про науковця
- Хто є хто: довідник. Професори Національного технічного університету України "Київський політехнічний інститут". - К: Освіта. 1998. - 155 с.
- Інтерв'ю із професором Широчиным В.П. "Рейтинг чести для компьютера - дороже жизни". Газета "Сегодня", № 553, 9.02.2000
- Інтерв'ю із професором Широчиным В.П. "Его принтер пахнет манго". Газета "Сегодня", № 553, 15.11.2001.

## Родина
Дружина - Людмила Григорівна Широчина (Байкова) - економіст, син - Станіслав Валерійович Широчин - кандидат технічних наук, спеціаліст із ІТ-технологій, онук - Семен Широчин - український краєзнавець, кандидат технічних наук, фотограф, музикант, дослідник забудови Києва радянського періоду